# Nguyễn Khánh (Phó Thủ tướng)
Nguyễn Khánh (tên đầy đủ là Nguyễn Ngọc Khánh, 31 tháng 3 năm 1928 – 19 tháng 7 năm 2023) là một chính trị gia và là đảng viên Đảng Cộng sản Việt Nam. Ông từng giữ chức vụ Phó Chủ tịch Hội đồng Bộ trưởng rồi Phó Thủ tướng trong Chính phủ nước Cộng hòa Xã hội Chủ nghĩa Việt Nam trong 10 năm, từ tháng 2 năm 1987 đến tháng 9 năm 1997, Bí thư Trung ương Đảng khóa VI.
Ông nguyên là Ủy viên dự khuyết Ban Chấp hành Trung ương Đảng khóa V; Ủy viên Trung ương Đảng các khóa VI, VII; Bí thư Trung ương Đảng khóa VI; Phó Chủ tịch kiêm Tổng thư ký Hội đồng Bộ trưởng rồi là Phó Thủ tướng Chính phủ; Chánh Văn phòng Trung ương Đảng; đại biểu Quốc hội các khóa VIII, IX, X, nguyên Phó Trưởng ban Cải cách thủ tục hành chính của Chính phủ. Ủy viên Đoàn Chủ tịch Ủy ban Trung ương Mặt trận Tổ quốc Việt Nam.

## Tiểu sử
Ông tên đầy đủ là Nguyễn Ngọc Khánh, sinh ngày 31 tháng 3 năm 1928, quê quán tại xã Hà Hồi, huyện Thường Tín, Hà Nội. 
Từ tháng 8/1945, ông là cán bộ tuyên truyền Tỉnh bộ Việt Minh và Ty Thông tin tuyên truyền tỉnh Thái Nguyên, được kết nạp vào Đảng Cộng sản Việt Nam tháng 02/1947. 
Từ tháng 02/1947, ông là Chánh Văn phòng Sở Thông tin Khu I. 
Từ tháng 5/1948, ông là Trưởng Ban Tuyên huấn Tỉnh bộ Việt Minh, Uỷ viên Đảng đoàn Mặt trận Việt Minh, Liên Việt tỉnh Thái Nguyên. 
Từ tháng 12/1950, ông là Bí thư Đảng đoàn thanh niên tỉnh, Bí thư Tỉnh đoàn thanh niên cứu quốc tỉnh Thái Nguyên. 
Từ tháng 11/1955, ông là cán bộ Văn phòng Khu uỷ Việt Bắc. 
Từ tháng 7/1959, ông là Phó Bí thư Khu đoàn thanh niên lao động khu Việt Bắc. 
Từ tháng 01/1960, ông học Trường Đảng cao cấp Nguyễn Ái Quốc. 
Từ tháng 9/1961, ông học lý luận chính trị ở Liên Xô, nghiên cứu sinh Triết học tại Viện Hàn lâm khoa học Liên Xô. 
Từ tháng 4/1964, ông công tác ở bộ phận chuẩn bị lập Ban Nghiên cứu lý luận Trung ương. 
Từ tháng 4/1965, ông là cán bộ nghiên cứu Văn phòng Trung ương Đảng. Từ năm 1968, ông là Uỷ viên Thường vụ, Phó Bí thư Đảng uỷ cơ quan Văn phòng Trung ương Đảng. 
Từ tháng 7/1976, ông làm Phó Chánh Văn phòng Trung ương Đảng. Từ tháng 01/1980, ông là Bí thư Đảng uỷ cơ quan Văn phòng Trung ương Đảng. 
Tại Đại hội đại biểu toàn quốc lần thứ V (tháng 3/1982) của Đảng, ông được bầu là Uỷ viên dự khuyết Ban Chấp hành Trung ương Đảng, sau đó được cử làm Chánh Văn phòng Trung ương Đảng. 
Tại Đại hội đại biểu toàn quốc lần thứ VI (tháng 12/1986) của Đảng, ông được bầu là Uỷ viên Ban Chấp hành Trung ương Đảng và được Ban Chấp hành Trung ương Đảng bầu vào Ban Bí thư Trung ương Đảng. 
Từ tháng 02/1987, ông là Phó Chủ tịch kiêm Tổng Thư ký Hội đồng Bộ trưởng. 
Tại Đại hội Đảng toàn quốc lần thứ VII (tháng 6/1991), ông được bầu lại là Uỷ viên Ban Chấp hành Trung ương Đảng, tiếp tục giữ chức Phó Chủ tịch Hội đồng Bộ trưởng. 
Tháng 3/2003, ông được Đảng, Nhà nước cho nghỉ hưu, hưởng chế độ, chính sách theo quy định.

## Gia đình
Quê gốc của ông ở Thường Tín, nhưng sau đó ông về Thái Nguyên cùng mẹ. Ông là con một trong một gia đình theo Cách mạng. Cha là Nguyễn Ngọc Phòng (ông Tư), từng bị thực dân Pháp đày đi Côn Đảo khi ông Khánh mới một tuổi. Ông lớn lên trong sự dạy dỗ, nuôi nấng của mẹ, bà Tư. Vợ ông là bà Lưu Khánh Mỹ. Ông có ba người con trai là: Nguyễn Công Thành, Nguyễn Chí Công và Nguyễn Anh Tuấn.

## Qua đời và tang lễ
Theo tin từ Ban Bảo vệ chăm sóc sức khỏe cán bộ Trung ương, sau một thời gian lâm bệnh, mặc dù được Đảng, Nhà nước, tập thể các giáo sư, bác sĩ tận tình cứu chữa, gia đình hết lòng chăm sóc, nhưng do tuổi cao sức yếu, ông đã từ trần vào hồi 20h57p ngày 19/7/2023 tại Bệnh viện Trung ương Quân đội 108, hưởng thọ 96 tuổi.
Ban Bí thư Trung ương Đảng đã quyết định thành lập Ban lễ tang nhà nước gồm 24 thành viên, do Phó thủ tướng Lê Minh Khái làm Trưởng ban.
Linh cữu của ông quàn tại nhà tang lễ quốc gia, số 5 Trần Thánh Tông, Hà Nội.
Lễ viếng tổ chức từ 7h15 - 10h15 ngày 24-7 (tức ngày 7 tháng 6 năm Quý Mão).
Lễ truy điệu lúc 10h15 cùng ngày, sau đó là lễ đưa tang, hỏa táng tại Đài hóa thân hoàn vũ Văn Điển, Hà Nội.
Lễ an táng lúc 15h cùng ngày tại Nghĩa trang xã Hà Hồi, huyện Thường Tín, Hà Nội.

## Danh hiệu Tôn vinh
Huân chương Hồ Chí Minh
Huy hiệu 75 năm tuổi Đảng và nhiều Huân, huy chương cao quý khác. 